# Ellen Wiedemann
Ellen Bodil Wiedemann (26. september 1896 i Brønderslev -?) var en dansk atlet fra Mariendal som satte to danske rekorder i højdespring i 1930. Hun vandt aldrig DM, da DM for kvinder først blev indført 1944.